# Clásica San Sebastián 2000
De 20ste editie van de wielerwedstrijd Clásica San Sebastián werd gehouden op zaterdag 12 augustus 2000 in en rondom de Baskische stad San Sebastian, Spanje. De editie van 2000 ging over een afstand van 232 kilometer en was de zevende wedstrijd in de strijd om de Wereldbeker wielrennen. 

## Uitslag
| Clásica San Sebastián 2000 (232 km) |                     |                         |          |
| Plaats                              | Naam                | Ploeg                   | Tijd     |
| Winnaar                             | Erik Dekker         | Rabobank                | 5u16'01" |
| 2                                   | Andrei Tchmil       | Lotto-Adecco            | +00' 04" |
| 3                                   | Romāns Vainšteins   | Vini Caldirola-Sidermec | z.t.     |
| 4                                   | Paolo Bettini       | Mapei-Quick Step        | z.t.     |
| 5                                   | Óscar Freire        | Mapei-Quick Step        | z.t.     |
| 6                                   | David Cañada        | ONCE-Deutsche Bank      | z.t.     |
| 7                                   | Davide Rebellin     | Liquigas-Pata           | z.t.     |
| 8                                   | Andrej Kivilev      | Ag2r Prévoyance         | z.t.     |
| 9                                   | Miguel Ángel Martín | Vitalicio Seguros       | z.t.     |
| 10                                  | Peter Farazijn      | Cofidis                 | z.t.     |

1981 · 1982 · 1983 · 1984 · 1985 · 1986 · 1987 · 1988 · 1989 · 1990 · 1991 · 1992 · 1993 · 1994 · 1995 · 1996 · 1997 · 1998 · 1999 · 2000 · 2001 · 2002 · 2003 · 2004 · 2005 · 2006 · 2007 · 2008 · 2009 · 2010 · 2011 · 2012 · 2013 · 2014 · 2015 · 2016 · 2017 · 2018 · 2019 · 2020 · 2021 · 2022 · 2023 · 2024